# Quintessenza (fisica)
In fisica, la quintessenza rappresenta una possibile spiegazione dell'ipotetica energia oscura presente nell'universo. È stata inoltre proposta come una quinta forza fondamentale.
Il concetto di quintessenza differisce dall'altra principale possibile spiegazione dell'energia oscura, la costante cosmologica, per il fatto di essere una forma di energia dinamica che cambia nel tempo. Si suppone che possa essere attrattiva o repulsiva a seconda del rapporto tra energia cinetica ed energia potenziale nell'universo; in particolare si pensa che divenne repulsiva circa 10 miliardi di anni fa (l'universo ha circa 13,8 miliardi di anni).

## Formalismo
La quintessenza è un campo scalare la cui equazione di stato {\displaystyle w_{q}}, definita come il rapporto tra la pressione {\displaystyle p_{q}} e la densità {\displaystyle \rho _{q}}, è data dall'energia potenziale {\displaystyle V(Q)} e dal termine cinetico {\displaystyle {\tfrac {1}{2}}{\dot {Q}}^{2}}:
{\displaystyle w_{q}=p_{q}/\rho _{q}={\frac {{\frac {1}{2}}{\dot {Q}}^{2}-V(Q)}{{\frac {1}{2}}{\dot {Q}}^{2}+V(Q)}}}.
Quindi la quintessenza è dinamica e generalmente ha una densità di energia che varia nel tempo, al contrario della costante cosmologica che è statica con una densità di energia fissa {\displaystyle w_{q}=-1}.
In generale il parametro {\displaystyle w} può variare con il tempo cosmologico; se {\displaystyle w<-1/3}, la quintessenza agisce come un campo repulsivo espandendo lo spazio, ed è questa proprietà che la rende un possibile candidato per l'energia oscura.
Una costante cosmologica non nulla può essere vista come un caso speciale di quintessenza dove {\displaystyle w=-1} e non varia nel tempo.

## Origine del termine
Il termine quintessenza è stato adottato in riferimento alla quinta essentia, introdotta da Aristotele come quinto elemento, aggiunto ai quattro (terra, aria, fuoco, acqua) dai filosofi precedenti. Questo quinto elemento era per Aristotele l’essenza del cielo, postulato come elemento puro e primigenio; per questa ragione nella fisica moderna prende la veste di una possibile quinta interazione fondamentale.